# Karavann
Karavann (stilisiert: KARAVANN) ist eine fünfköpfige Elektro-Pop-Band rund um den dänischen Singer-Songwriter Tobias Jensen und dem Schweizer Musiker und Komponist Fabian Imper.

## Geschichte
Imper und Jensen wuchsen beide in Uetliburg auf und lernten sich an der Volksschule kennen. Beide begannen ihre musikalische Laufbahn bereits im Kindesalter und beschlossen 2003 eine gemeinsame Schulband namens „Revocratic“ zu gründen. Erste Live-Konzerte und Aufnahmen in verschiedenen Musikstudios folgten darauf. 2005 gewannen sie den Garageband Contest von Mentos und Radio 105.
Imper begann mit sechs Jahren mit Keyboard- und später mit Gitarrenunterricht. Nach dem Volksschulabschluss begann er eine Lehre bei der Dr. W.A. Günther Audio Systems AG in Erlenbach.
Jensen begann nach dem Gymnasium ein Praktikum bei Roman Camenzinds Musikproduktionsfirma HitMill, wo er drei Jahre tätig war. Nebenher war er unter anderem für Tiziana (Siegerin The Voice of Switzerland) als Session-Gitarrist tätig.
Gleichzeitig begannen die Vorproduktionen für ihr Debütalbum ihren Lauf zu nehmen. Nach abgeschlossenen Vorbereitungen im Homestudio entstand eine Zusammenarbeit mit dem renommierten Produzenten Fred Herrmann. Im Studio kam die Idee, die Stimmen zu den Liedern auf der ganzen Welt zu suchen. Schliesslich stiess der damals in Australien beheimatete Sänger Ryan Sanders zum Projekt dazu.
Das Erstlingswerk Desert Tunes (2016) erreichte Platz 14 der schweizerischen Album-Charts.
Für die Live-Shows wurde die Band durch Stephan Vonwiller (Bass) und Roger Hintermann (Schlagzeug) vervollständigt, die unter anderem auch für Larry F, Andy McSean oder Stefania Kaye spielen.
Ende 2019 verliess Sanders die Band. Neuer Frontmann wurde der südafrikanischen Sänger und Instrumentalist Byron Spillman.

## Diskografie
Alben
- 2016: Desert Tunes

Singles
- 2016: Funk with You
- 2016: Gimme Love
- 2017: Carry Your Universe
- 2021: 2083
- 2021: Bring Back the Feeling

Remixe
- Love Is Like (Lilly Ahlberg)